# Swenzia
Swenzia is een geslacht van uitgestorven coelacanthide vissen met vlezige ledematen die behoren tot de familie Latimeriidae, die ook de laatste twee soorten coelacanthen die nog steeds in leven zijn omvat. Swenzia latimerae is de enige soort van het geslacht. Het werd ontdekt in Frankrijk in sedimenten uit het Laat-Jura (Laat-Oxfordien), die dateren van ongeveer 158 miljoen jaar geleden.

## Etymologie
De geslachtsnaam eert de paleoichthyoloog Sylvie Wenz. De soortaanduiding eert Marjorie Courtenay-Latimer die het eerste wetenschappelijk onderzoek naar nog levende coelacanthen verrichtte.

## Geschiedenis
Een bijna compleet exemplaar van Swenzia latimerae werd in de tweede helft van de 19e eeuw ontdekt in Lévigny in de gemeente Charnay-lès-Mâcon, nabij Mâcon, in het Franse departement Saône-et-Loire in Bourgogne-Franche-Comté. Het komt uit lagen van het Laat-Oxfordien, op de grens tussen de ammonietzones bij Bifurcatus en Bimammatum.
Oorspronkelijk heette het Wenzia, maar de geslachtsnaam moest worden gewijzigd omdat deze naam al werd gebruikt door het buikpotige fossiel Wenzia ramondi. In toepassing van de 'jonger synoniem' regel van de International Code of Zoological Nomenclature, is de naam veranderd in Swenzia.

## Beschrijving
Het vertoont kenmerken van zowel de huidige coelacanthen als het fossiele geslacht Macropoma uit het Mesozoïcum. Het wordt beschouwd als een zustergroep van het geslacht Latimeria waartoe de enige twee huidige soorten coelacanthen behoren.
De ontdekking van de overblijfselen van een kleine schaaldier geeft een indicatie van zijn voeding.